# Mattias Zachrisson
Mattias Zachrisson (* 22. August 1990 in Huddinge) ist ein ehemaliger Handballspieler aus Schweden.
Der 1,78 Meter große rechte Außenspieler stand von 2013 bis 2020 beim deutschen Bundesligisten Füchse Berlin unter Vertrag. Er gewann mit den Füchsen 2014 den DHB-Pokal, den EHF-Pokal 2015, 2018 sowie den
IHF Super Globe
2015 und 2016.
Im November 2020 beendete er verletzungsbedingt seine Karriere.
Zuvor spielte er bei Irsta HF und ab 2006 bei Eskilstuna Guif, mit dem er 2012 die Ligarunde (Seriesegrare) gewann.
Für die schwedische Nationalmannschaft bestritt Mattias Zachrisson 128 Länderspiele, in denen er 305 Tore warf. Anders als im Verein spielt er in der Nationalmannschaft auch teilweise im rechten Rückraum. Er stand im erweiterten Aufgebot für die Weltmeisterschaft 2011. Im Sommer 2012 nahm er an den Olympischen Spielen in London teil; dort gewann er mit seinem Team die Silbermedaille. Bei der Europameisterschaft 2014 erreichte er Platz 7. Weiterhin nahm er an den Olympischen Spielen 2016 in Rio de Janeiro teil. Bei der Europameisterschaft 2018 in Kroatien wurde er mit den Schweden Vize-Europameister.
Zachrisson ist seit Dezember 2020 bei Eskilstuna Guif als Co-Trainer tätig. Weiterhin trainierte er eine weibliche Jugendmannschaft im Verein. Im Mai 2022 wurde Zachrisson für den Rest des Jahres 2022 gesperrt, da er auf ein Spiel wettete, bei dem er als Co-Trainer beteiligt war. Im November 2022 übernahm Zachrisson den Posten des Sportdirektors beim schwedischen Zweitligisten VästeråsIrsta HF. Im Juni 2025 wechselte Zachrisson den Posten im Verein und ist seitdem als Vereinsmanager tätig.

## Bundesligabilanz
| Saison    | Verein        | Spielklasse | Spiele | Tore | 7-Meter | Feldtore |
| --------- | ------------- | ----------- | ------ | ---- | ------- | -------- |
| 2013/14   | Füchse Berlin | Bundesliga  | 31     | 93   | 0       | 93       |
| 2014/15   | Füchse Berlin | Bundesliga  | 36     | 104  | 0       | 104      |
| 2015/16   | Füchse Berlin | Bundesliga  | 12     | 36   | 0       | 36       |
| 2016/17   | Füchse Berlin | Bundesliga  | 24     | 77   | 0       | 77       |
| 2017/18   | Füchse Berlin | Bundesliga  | 34     | 81   | 0       | 81       |
| 2018/19   | Füchse Berlin | Bundesliga  | 25     | 72   | 0       | 72       |
| 2013–2019 | gesamt        | Bundesliga  | 162    | 463  | 0       | 463      |

Quelle: Spielerprofil bei der Handball-Bundesliga